# 塞索斯特利斯號巡防艦
塞索斯特利斯號巡防艦（H.C. steam-frigate Sesostris；I.N.S. Sesostris），又譯西索斯梯斯號，是英國東印度公司為打擊亞洲海盜而購買的一艘木殼明輪巡防艦。它於1839年下水，曾參與第一次鴉片戰爭與第二次英緬戰爭。

## 建造
1838年，英國政府的印度事務局與東印度公司董事會共同決定大規模擴張公司的輪船隊，向泰晤士河畔的造船廠訂購了三艘新的木殼明輪船，即本艦、皇后號和克萊奧帕特拉號，1839年1月購買了一艘兩年新的愛爾蘭貨輪基爾肯尼號，並更名為芝諾比亞號。董事會不知道的是，印度事務局主席約翰·霍布豪斯在1838年還下令公司的秘密委員會秘密安排另造六艘鐵殼明輪船，其中包括了復仇女神號。
本艦由威廉·皮徹（William Pitcher）擁有的英格蘭北弗利特造船廠建造，於1839年下水。註冊總噸876長噸，正常排水量1361長噸。艦長56.1（184英尺），寬9.91（32.5英尺），吃水4.42（14.5英尺）。本艦雙桅裝縱帆，使用風帆時速度可達9—10節（10—12英里每小時）。220匹額定馬力的蒸汽機推動兩個明輪，使用蒸汽機時速度可達7.5英里每小時（6.5節）。配備4門8英寸（203）炮。

## 艦歷
本艦首任艦長是著名海道測量家羅伯特·摩斯比中校，他負責監督本艦的建造與艤裝。1840年2月17日，本艦從英國法爾茂斯出發，4月20日抵達好望角，5月14日啟程前往錫蘭，6月16日抵達孟買，加入皇家印度海軍。7月19日，本艦從孟買出發，運兵到亞丁。9月21日回到孟買。9月27日，本艦運兵前往喀拉蚩。1841年2月15日，本艦離開喀拉蚩，加入波斯灣分艦隊，在當地巡航威攝海盜，3月19日返回孟買。

### 第一次鴉片戰爭

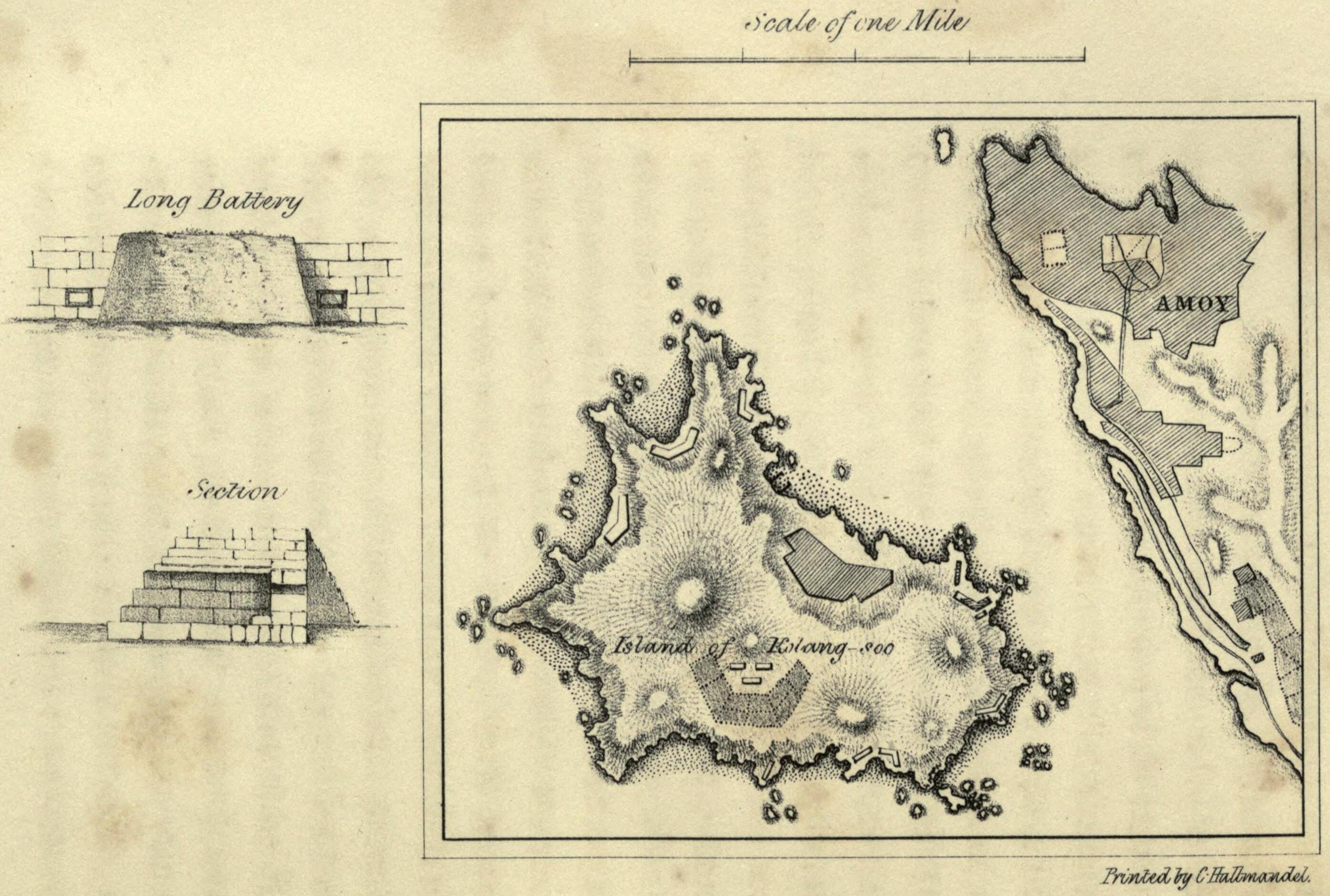
廈門戰役地圖

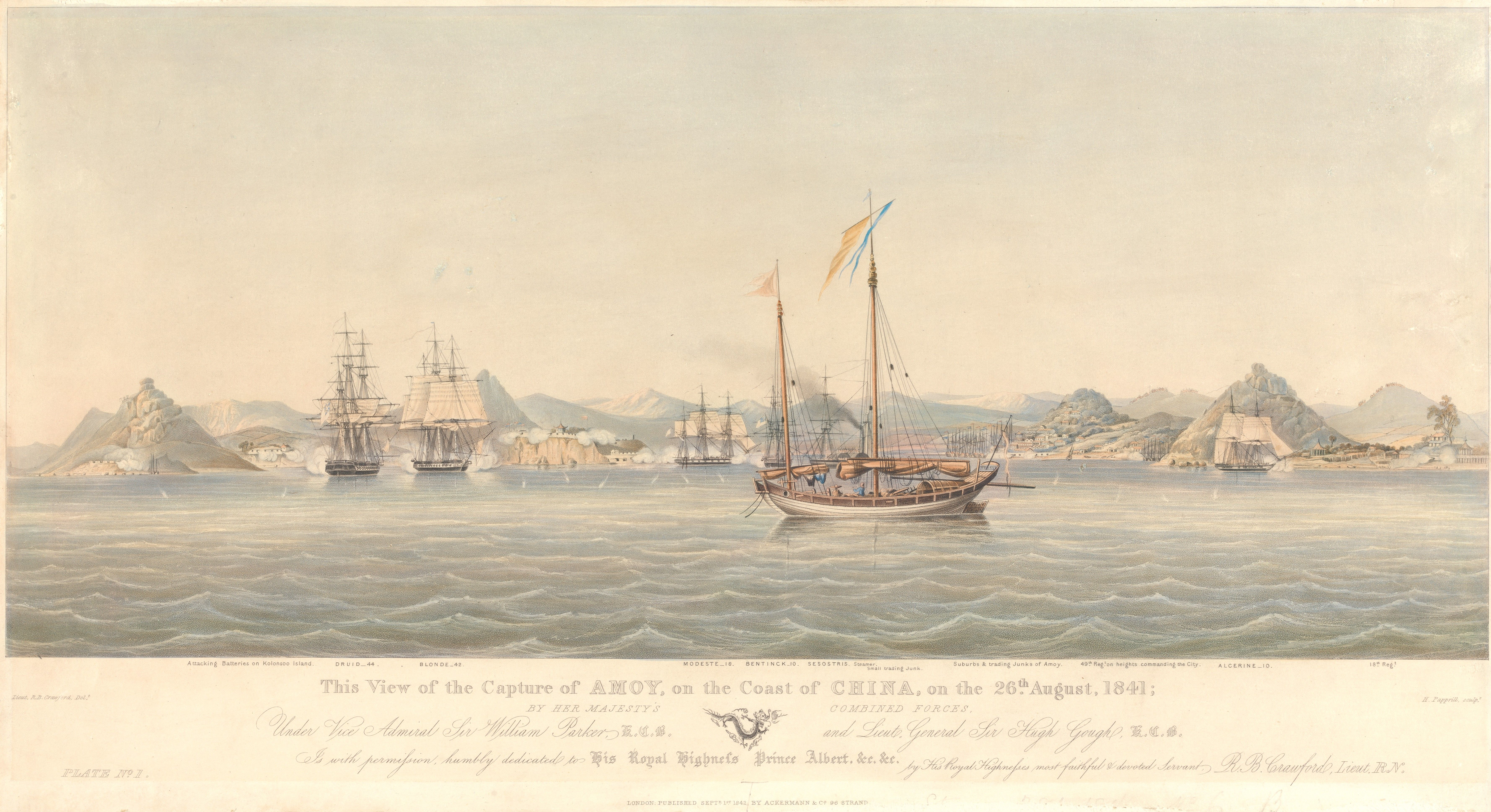
英軍炮擊鼓浪嶼。煙囪冒煙的是本艦。

第一次鴉片戰爭期間，英方全權代表璞鼎查與英軍艦隊司令威廉·巴加從倫敦出發，在孟買停留10天，搭乘本艦於1841年8月9日抵達澳門，艦長是印度海軍的亨利·奧姆斯比（Henry  Ormsby）中校，全程僅花了67天。
8月21日，本艦隨艦隊離開香港，於8月25日抵達廈門。26日下午1點半，廈門战役開始，本艦和皇后號從廈門港的右邊駛向架設了76門炮的石壁炮台（長度超過半英里），非常接近炮台時炮台發了12炮，本艦沿著炮台航行，以三門炮猛烈還擊，直到來到白色的半圓形炮台（後面是廈門郊區）對面。本艦單獨留在這裡半個多小時，向該炮台與廈門開火，直到「威爾斯利」號和「布倫海姆」號戰艦前來支援。本艦然後加入「金髮人」號、「莫德斯特」號和「德魯伊」號，一起向鼓浪嶼上的炮台開火，並向廈門郊區前面的炮台開火，直到戰役結束。「復仇女神」號和「冥界火河」號（H.C. ，音譯「弗莱吉森」號）則運兵登陸。英軍於27日清晨順利占領廈門城。此役本艦艦艏右舷舷窗的6磅弹炮損壞，前桅中彈。

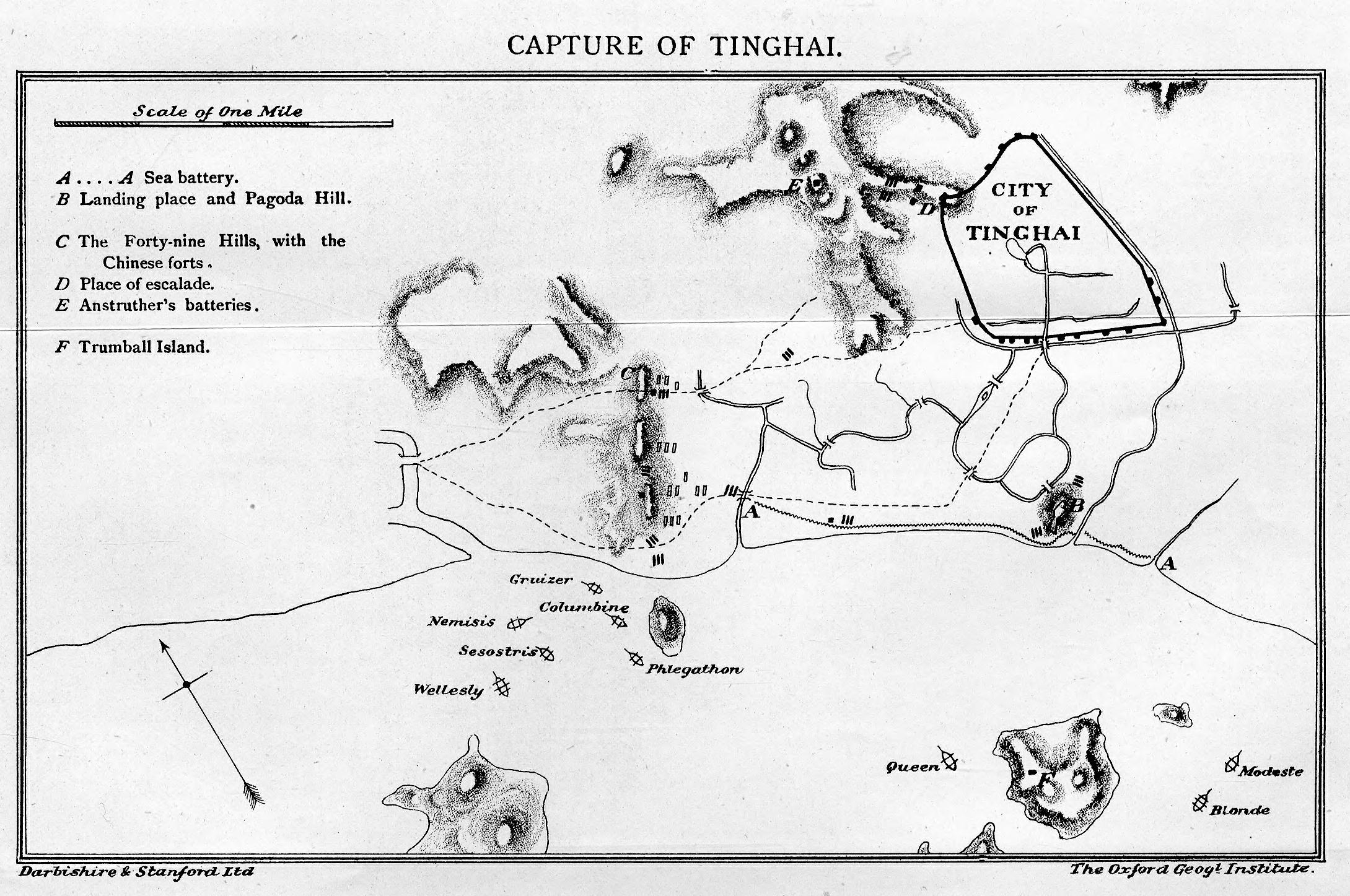
定海之戰地圖

9月5日，本艦隨艦隊離開廈門，21日到達舟山群島，準備進行第二次定海之战。26日，英軍對定海進行了偵察。29日，本艦與「金髮人」號、「莫德斯特」號、「木星」號、「皇后」號驶往大小五奎山岛南側，在大五奎山岛上设置野战炮兵阵地，包括68磅弹炮1门，24磅弹炮2门。“威爾斯利”號盡可能靠近預定登陸地點，「巡航者」號和「哥倫拜恩」號前進到離海灘200碼，本艦與友艦的砲火使清軍無法干預。次日所有運輸船抵達。10月1日上午部隊開始登陸，本艦駛入內港，其砲火對登陸部隊提供了極大的幫助。當天定海易手。
1841年12月，本艦從寧波溯長江而上，運兵驅逐餘姚、慈溪的清軍。
1842年3月10日浙東之戰中，清軍凌晨3时施放四只火船，冲向本艦，被本艦與「莫德斯特」號的小船拖到泥中。与此同时，兩岸的清军向英舰开火，並大舉进攻宁波城的南门和西门。兩艦派出小船往上游阻擊清军，天亮後本艦與「冥界火河」號到位支援，「皇后」號也加入「哥倫拜恩」號砲轟進攻宁波北门的清军。8时許戰鬥結束，清军傷亡慘重。本艦與「莫德斯特」號沿河向西南的方向搜索，不見火船或清军蹤影後返回。3月13日，英陆军司令郭富听說驻在余姚的清军余步雲部将进攻宁波，便率兵600名，在本艦的支援下，向奉化进军。但英军仅前进了约7英里，便发现余步雲部在前晚便已溃逃。3月15日，英艦隊司令威廉·巴加、陆军司令郭富得悉慈谿是清军的前进基地，便率领海军410人搭乘本艦和「金髮人」號、陆军850人搭乘轮船「皇后」号、「復仇女神」號和「冥界火河」號，于上午8时向慈谿进军，下午2时前抵达，占领無人防守的县城，并向城外大宝山清军营地进攻，攻佔大宝山。
5月18日乍浦之戰時，本艦與「汗華囇」號、「金髮人」號、「莫德斯特」號、「阿爾吉利亞人」號向乍浦前沿炮台開火，壓制清軍設置在各山寨陣地的炮台火力。接著，在「復仇女神」號、「椋鳥」號、「皇后」號、「哥倫拜恩」號、「鴴」號和「冥界火河」號的掩護下，英軍登陸部隊乘坐舢板，分成三路出擊，占領了乍浦城。本艦參與此役的長官包括艦長亨利·奧姆斯比中校、J. Rennie上尉與無軍階的大副、見習官和外科醫生助理。

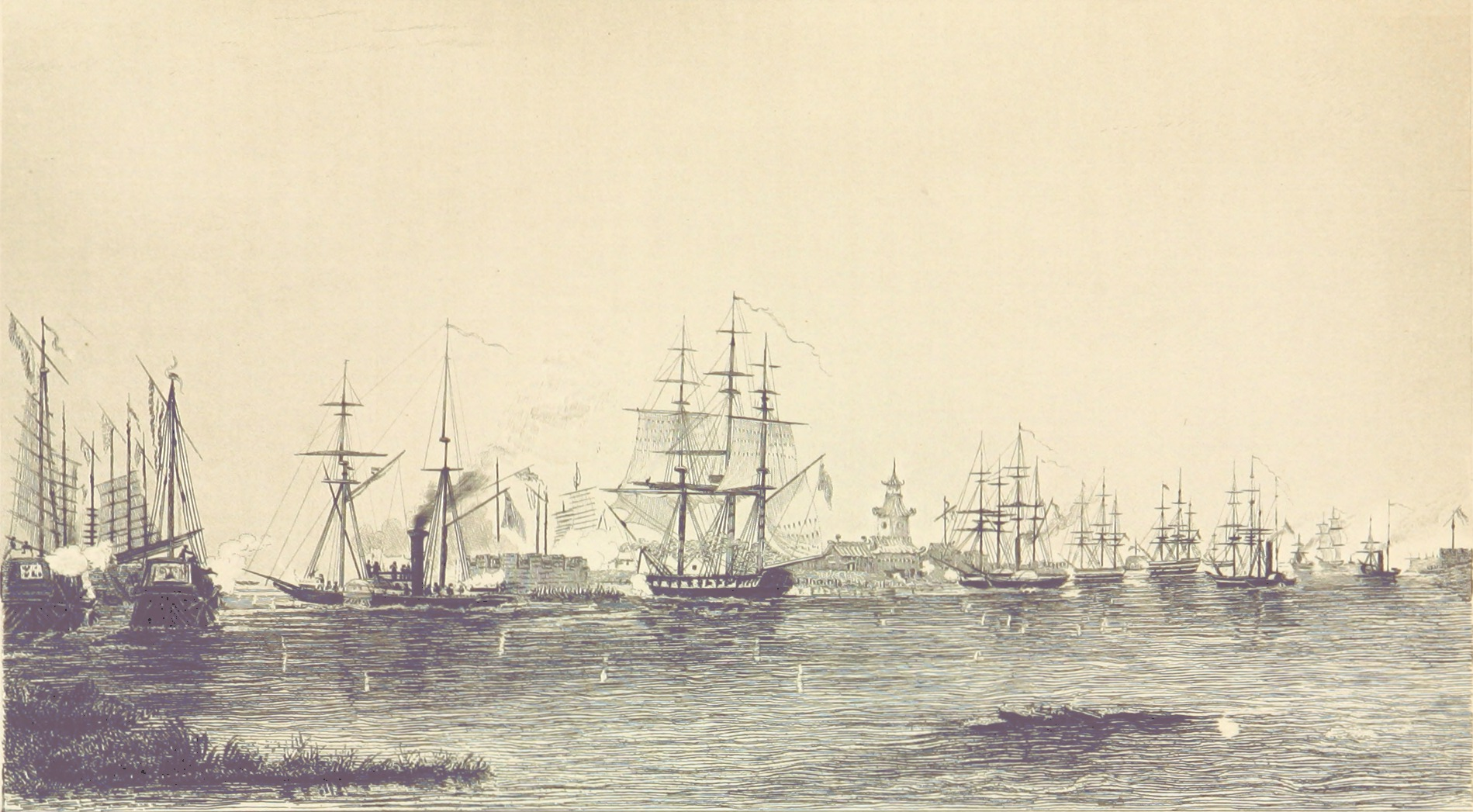
吳淞戰役。本艦為左起第四艘

1842年6月16日，本艦在吳淞戰役中將旗艦「汗華囇」號拖到吳淞炮台前，以免擱淺。「汗華囇」號在兩小時內對西炮台發射了776發32磅彈，之後英軍登陸，攻陷吳淞炮台。本艦由於接近炮台，艦體中彈11發，艦上3人負傷。次日英军分两路，一路由吴淞南下，另一路由水上溯黄浦江上行往上海县城，本艦在拖帶運兵船往上海時擱淺損壞了舵。
8月29日，中英簽訂《南京條約》，9月1日，本艦離開南京，9月10日將《南京條約》的新聞帶到香港。

### 第二次英緬戰爭

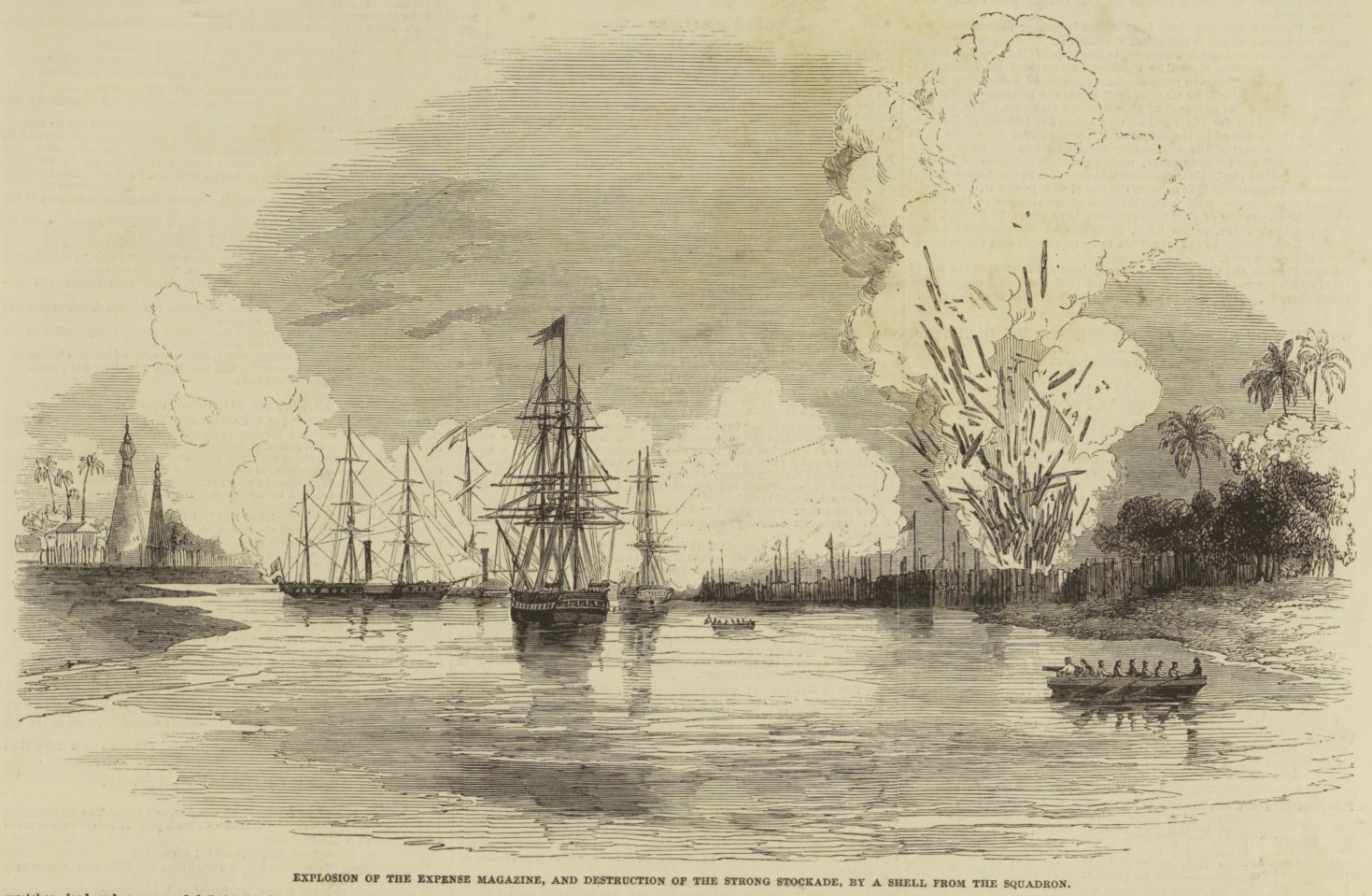
本艦擊中仰光砲台的彈倉

1852年4月10日，英軍艦隊抵達仰光。次日英艦開始進攻，10點10分時本艦艦艉的68磅弹炮擊中緬軍的彈倉爆炸，摧毀了該砲台的9門18磅弹砲。14日英軍攻陷仰光。
5月19日攻陷伊洛瓦底省首府勃生時，本艦官兵168人，裝備了6門炮：2門8英寸炮、2門32磅弹炮、2門12磅彈炮。
10月9日，本艦隨英軍對卑謬發動攻擊，次日英軍攻陷卑謬。11月11日，本艦搭載42名登陸士兵，由艦長坎貝爾（C. D. Campbell）中校指揮，在掩護兩艘運兵輪船前進時擱淺，本艦脫困後砲擊支援，英軍攻佔了上卑謬的兩座堡壘。

## 退役
本艦於1853年出售給孟加拉管轄區政府。

## 榮譽及紀念
本艦於1841年在通往寧波的甬江口外撞到水下岩石，該石因此得名塞索斯特利斯石，並設立浮標。
本艦獲頒1842年中國戰爭勳章的有軍官22人、普通艦員33人、海軍陸戰隊員13人、東印度水手36人，總計104人。
1847年4月本艦從亞丁運兵返回坎努爾時，艦長卡利斯（Carless）在拉克沙群島發現暗沙，命名為塞索斯特利斯暗沙。

## 引用
1. ↑  Hastings（1988年），第370页
2. ↑  刘振鹏（2011年），第211页
3. ↑  亞洲學報卷30，第259页
4. ↑  Marshall（2015年），第12-13页
5. 1 2  亞洲學報卷30，第364页
6. 1 2  . www.navypedia.org.   [2022-11-02]. （原始内容存档于2022-11-02）.
7. ↑  . threedecks.org.   [2022-11-02]. （原始内容存档于2023-03-20）.
8. ↑  亞洲學報卷34，第295页
9. 1 2  Low（1877年），第136页
10. ↑  亞洲學報卷32，第23,257,353页
11. ↑  亞洲學報卷33，第149页
12. ↑  亞洲學報卷33，第310-311页
13. ↑  亞洲學報卷35，第59,223页
14. ↑  Low（1877年），第143页
15. ↑  Bernard & Hall（1844年），第114页
16. ↑  亞洲學報卷37，第52-53页
17. ↑  Bernard & Hall（1844年），第127页
18. ↑  Appendix to the Calcutta Gazette, 1841-11-20 （页面存档备份，存于），第3頁
19. ↑  Bingham（1843年），第257-258页
20. ↑  Low（1877年），第145-146页
21. ↑  亞洲學報卷38，第27-28页
22. ↑  Low（1877年），第147-149页
23. ↑  . 《倫敦憲報》. No. 20177. 1842-12-13: 3694  [2022-11-07]. （原始内容存档于2022-11-10）.
24. ↑  Parkinson（2011年），第58页
25. ↑  . 《華友西報（英语：The Friend of China）》. 1842-07-28  [2022-11-07]. （原始内容存档于2022-11-29）.
26. ↑  . 《倫敦憲報》. No. 20168. 1842-11-24: 3399  [2022-11-07]. （原始内容存档于2022-11-07）.
27. ↑  Clowes（1901年），第300页
28. ↑  Parkinson（2011年），第66页
29. ↑  Clowes（1901年），第375-376页
30. ↑  . The Illustrated London News. Vol. 20 no. 566. 1852-06-26: 8 –Gale.
31. ↑  . 《愛丁堡憲報（英语：The Edinburgh Gazette）》. No. 6203. 1852-08-13: 694  [2022-11-07]. （原始内容存档于2022-11-07）.
32. ↑  Clowes（1901年），第379-380页
33. ↑  . 《倫敦憲報》. No. 21397. 1852-12-31: 3938–3939  [2022-11-07]. （原始内容存档于2022-11-10）.
34. ↑   2. Saxton and Miles. 1845年11月11日: 231  [2022年11月11日]. （原始内容存档于2022年11月11日）.
35. ↑  United States Hydrographic Office. . U.S. Government Printing Office. 1910年11月11日: 329  [2022年11月11日]. （原始内容存档于2022年11月11日）.
36. ↑  . （原始内容存档于2014-06-22）.
37. ↑   12. Bombay Geographical Society. 1856年11月11日: xxiv, 92  [2022年11月11日]. （原始内容存档于2022年11月11日）.

## 外部連結
- 本艦A. J. Grieve上尉獲得的1842年中國戰爭勳章 （页面存档备份，存于）
- 本艦見習官Rowland Formby Jermyn的1842年中國戰爭勳章在佳士得拍賣 （页面存档备份，存于）